# NGC 6376
NGC 6376 est une galaxie spirale relativement éloignée et située dans la constellation du Dragon. Sa vitesse par rapport au fond diffus cosmologique est de 8 482 ± 4 km/s, ce qui correspond à une distance de Hubble de 125,1 ± 8,8 Mpc (∼408 millions d'al). NGC 6376 a été découverte par l'astronome américain Lewis Swift en 1886.
Selon la base de données Simbad, NGC 6376 est une galaxie à noyau actif.
NGC 6376 et NGC 6377 constitue une paire de galaxies, en interaction.